# Білоколос Дмитро Захарович
Дмитро́ Заха́рович Білоко́лос (нар. 5 лютого 1912, с. Єгорівка, Катеринославська губернія (нині Волноваський район, Донецька область) — 9 лютого 1993, Київ) — дипломат радянського періоду. Кандидат філософських наук (1955). Депутат Верховної Ради УРСР 7-го скликання. Кандидат в члени ЦК КПУ в 1966 — 1971 р. Міністр закордонних справ УРСР (1966—1970).

## Життєпис
Народився у селянській родині.
1931 року — закінчив Бердянський педагогічний технікум, потім учителював у містах Сталіно (нині Донецьк) і Макіївка.
1936 — Навчався на історичному факультеті Харківського університету.
1936–1941 — викладач історії, директор середньої школи (Сталіно).
1941–1946 — у Червоній армії. Учасник німецько-радянської війни 1941–1945. Брав участь у бойових діях на Волховському й Карельському фронтах (командир взводу, роти, батальйону, начальник штабу полку).
Член ВКП(б) з 1943 року.
Після демобілізації — на партійній роботі: 1947–1951 — завідувач відділу пропаганди й агітації Сталінського міського комітету КП(б)У.
1948 року закінчив Сталінський педагогічний інститут (зараз Донецький національний університет).
1951–1952 — секретар Сталінського міського комітету КП(б)У.
1952–1955 — навчання в Академії суспільних наук при ЦК КПРС.
У 1955 — січні 1957 року — завідувач відділу науки і культури Сталінського обласного комітету КПУ.
5 січня 1957 — січень 1963 року — секретар Сталінського обласного комітету КПУ з ідеології.
Січень 1963 — грудень 1964 року — секретар Донецького промислового обласного комітету КПУ з ідеології.
Грудень 1964 — березень 1966 року — секретар Донецького обласного комітету КПУ з ідеології.
16 березня 1966 — 11 червня 1970 року — міністр закордонних справ Української РСР, очолював делегації УРСР на XXI–XXIV сесіях ГА ООН, сесіях ЮНЕСКО, міжнародних конференціях під егідою ООН. 29 травня 1970 Білоколос підписав звернення до Генерального секретаря ООН, в якому викладалися пропозиції уряду УРСР щодо розгляду широкого кола питань, вирішення яких мало зміцнити міжнародну безпеку.
1970–1976 — Надзвичайний і Повноважний Посол СРСР у Замбії і за сумісництвом у Ботсвані.
Нагороджений бойовими й трудовими орденами та медалями СРСР, зокрема орденом Трудового Червоного Прапора.

Меморіальна дошка на будинку по вулиці Шовковичній в Києві, де проживав Дмитро Білоколос